# (8958) Stargazer
(8958) Stargazer (1998 FJ126) – planetoida z pasa głównego asteroid okrążająca Słońce w ciągu 4,45 lat w średniej odległości 2,7 au. Odkryta 23 marca 1998 roku.